# Academia de Ciencias Médicas de Bilbao

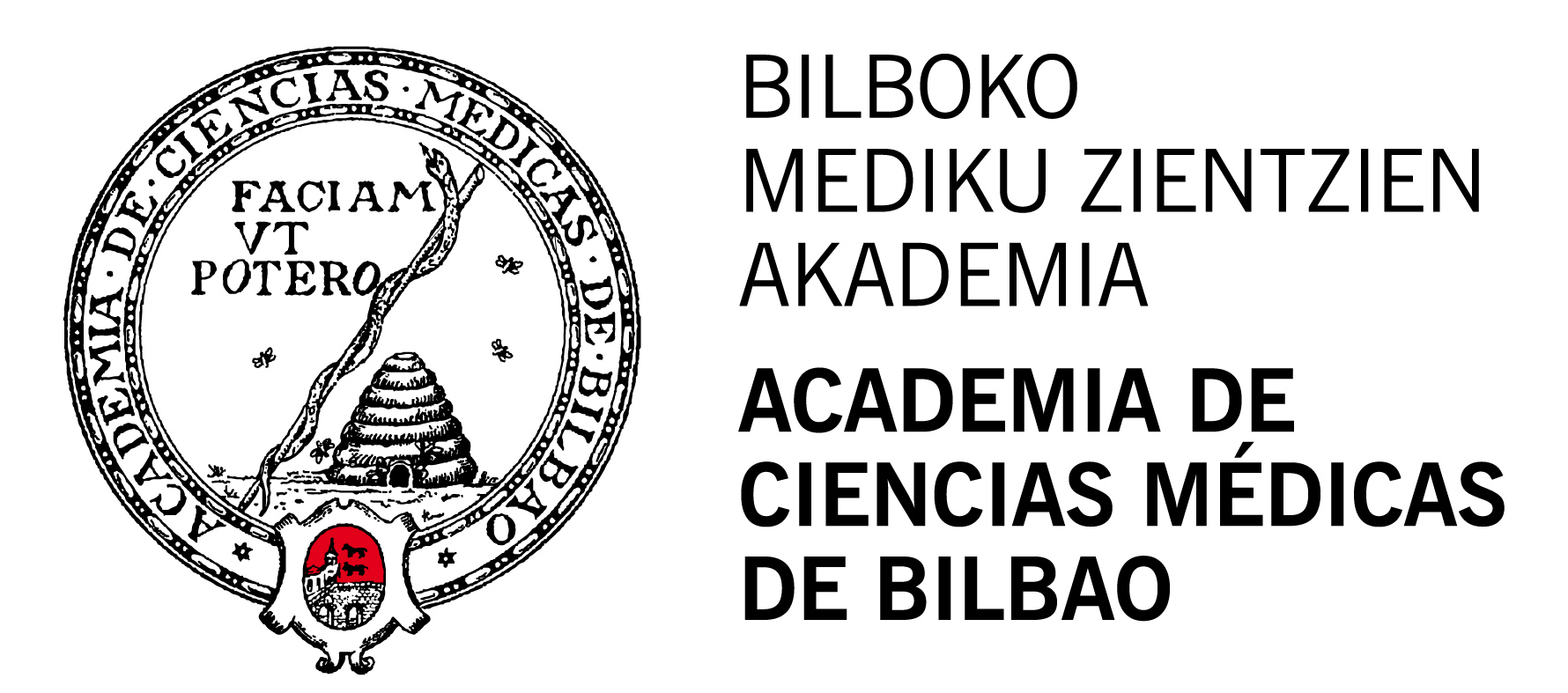
Escudo de la Academia con el lema "faciam ut potero". Traducción: Haced por poder.

La Academia de Ciencias Médicas de Bilbao (en euskera: Bilboko Mediku Zientzien Akademia) es una institución médica vasca, fundada en Bilbao el 19 de enero de 1895, con el fin de estudiar las ciencias médicas y su relación con los aspectos científicos, culturales y humanos, y cuya revista oficial es la Gaceta Médica de Bilbao, publicación trimestral, decana de las revistas médicas de España.

## Fundación
La Academia de Ciencias Médicas de Bilbao nace el 19 de enero de 1895 en la Sala de Juntas de la Casa de Socorro del Ensanche  promovida por una comisión médico-farmacéutica integrada por los Dres. Carmelo Gil, Enrique García de Ancos, Domingo Pascual y Nicolas Rivero. La primera Junta Rectora tuvo como Presidente al Dr. José Carrasco, director del Hospital de Bilbao y del posterior Hospital Civil de Basurto hasta 1918.   
La academia participó en la transformación sanitaria de Bilbao y Vizcaya, siendo requerida por el Ayuntamiento para redactar las
bases de una profilaxis antituberculosa, participando en la lucha antialcohólica, la estrategia de vacunación antivariólica, en diversas
medidas de higiene y en la redacción de una cartilla sanitaria con motivo de la pandemia gripal de 1918.

## Junta de Gobierno (2022)
- Presidente: Ricardo Franco Vicario
- Vicepresidente (Odontología): Ana María García Arazosa
- Vicepresidente (Farmacia): Antonio del Barrio Linares
- Vicepresidente (Veterinaria): Francisco Luis Dehesa Santiesteban
- Vicepresidente (Biología): Isabel Tejada Mínguez
- Vicepresidente (Medicina): Agustín Martínez Ibargüen
- Secretario general: Gorka Pérez-Yarza
- Secretario de actas: Miguel Ulibarrena
- Bibliotecario: Eduardo Areitio
- Tesorero: Víctor Echenagusia
- Jefe de redacción: Julen Ocharan Corcuera
- Secretaria de redacción: Elena Suárez
- Vocales: María Luisa Arteagoitia, Beatriz Astigarraga, Eugenio Domínguez, Lourdes Iscar, Alberto Martínez, Miren Agurtzane Ortiz, Mikel Sánchez y Elisabete Undabeitia.
- Expresidentes: Juan José Zarranz y Juan Ignacio Goiria.